# Armata a 14-a Rusă
Armata a 14-a „de gardă” Sovietică/Rusă (în rusă 14-я гвардейская общевойсковая армия) a fost o unitate militară strategic-operativă din cadrul forțelor armate al Uniunii Sovietice (1942–1992), și de asemenea, pentru o scurtă perioadă de timp, o unitate a forțelor armate ale Federației Ruse (1992–1995).
Este notoriu cunoscută pentru implicarea sa în războiul din Transnistria în perioada iunie–iulie 1992, fapt care a dus la apariția și independența de facto a unui „stat” separatist față de Republica Moldova.

## Implicarea în conflictul din Transnistria
Până în iunie 1992 conflictul a escaladat într-o bătălie militară generală. În contextul unei Armate a 14-a în curs de dezintegrare și a luptelor intense din regiunea și pe străzile orașului Tighina generate de ofensiva coordonată a forțelor moldovenești, general-maior-ul Aleksandr Lebed este trimis la cartierul general al Armatei a 14-a cu ordinul de a opri conflictul prin orice mijloace necesare, de a inspecta armata și a de preveni furtul de armament din depozitele sale, cât și de a asigura evacuarea nestingherită a armamentului și personalului armatei de pe teritoriul Republicii Moldova prin Ucraina. 
După o scurtă evaluare a situației, el și-a asumat comandata armatei, l-a eliberat pe generalul Iuri Netkacev (care a luat o poziție neutră în conflict) și a dat ordin trupelor să devină participanți direcți ai conflictului. Pe 3 iulie, la ora 03:00, un foc de artilerie din partea formațiunilor Armatei a 14-a staționate pe malul stâng al Nistrului a cauzat importante daune forțelor moldovenești concentrate în pădurea Hîrbovăț, lângă Tighina, grăbind astfel încheierea fazei militare a conflictului și efectiv ducând la apariția așa-zisei Republici Moldovenești Nistrene pe teritoriul Republicii Moldova. Cel puțin o sursă din Republica Moldova relatează că 112 soldați moldoveni au fost uciși de salva de artilerie.

## Structura

### Conform situației din 1990
- Cartierul General — Tiraspol
- A 59-a divizie motorizată, Tiraspol (155 de tancuri, 180 de transportatoare blindate pentru trupe [TBT], 66 de mașini de luptă a infanteriei [MLI], 82 de autotunuri, 2 sisteme de artilerie, 36 de mortiere, 14 lansatoare de rachete multiple⁠(en)[traduceți] [LRM]).
  - Al 176-lea regiment motorizat de gardă, Tiraspol (26 de tancuri T-64, 12 TBT-uri BTR-70, 6 TBT-uri BTR-60, 4 MLI-uri BMP-2, 2 MLI-uri BMP-1K, 12 obuziere 2S1 „Gvozdika”, 12 mortiere 2S12 Sani).
  - Al 179-lea regiment motorizat de gardă, Tiraspol (22 de tancuri Т-64, 6 MLI-uri BMP-2, 12 MLI-uri BMP-1, 3 MLI-uri BMP-1К, 13 TBT-uri BTR-70, 10 obuziere „Gvozdika”, 2 LRM-uri „Grad”).
  - Al 183-lea regiment motorizat de gardă, Tiraspol (20 de tancuri Т-64; 140 TBT-uri (129 BTR-70, 11 BTR-60), 6 MLI-uri (6 BMP-2, 2 BMP-1К), 12 obuziere „Gvozdika”, 12 mortiere 2S12 Sani; 5 BMP-1KȘ, 1 PRP-3, 1 RHM, 3 BRĂM-2, 3 R-145BM, 1 PU-12; 1 MTU-20).
  - Al 356-lea regiment blindat, Tiraspol (87 de tancuri Т-64, 14 MLI-uri BMP-2, 2 MLI-uri BMP-1К, 1 obuzier „Gvozdika”).
  - Al 328-lea regiment autopropulsat de artilerie, Tiraspol (34 de obuziere 2S3 „Gvozdika”, 12 LRM-uri BM-21 „Grad”, 3 PRP-3, 2 R-145BM, 1 BTR-70).
  - Al 1162-lea regiment de rachete anti-aeriene, Tiraspol.
  - Al 1299-lea batalion de artilerie anti-tanc, Tiraspol.
  - Al 102-lea batalion de recunoaștere separată, Tiraspol (10 MLI-uri BMP-1, 7 BRM-1К, 6 TBT-uri BTR-70).
  - Al 201-lea batalion separat de comunicații, Tiraspol (11 R-145BM, 3 R-156BTR).
  - Al 66-lea batalion separat de ingineri, Tiraspol (3 UR-67).
  - Al 896-lea batalion separat de furnizare a materialelor.
  - Al 275-lea batalion separat de reparații și renovare.
- A 180-a divizie de infanterie motorizată, Cetatea Albă (61 de tancuri, 54 BMP, 5 BTR, 50 sisteme de artilerie, 36 de mortiere, 12 RSЗО.[4])
  - Al 42-lea regiment motorizat, Cetatea Albă (10 tancuri Т-64, 4 BMP-1, 2 BMP-1К, 12 obuziere D-30 de 122-mm, 23 mortiere 2S12 „Sani”, 15 TBT-uri MT-LB).
  - Al 325-lea regiment motorizat, Cetatea Albă (10 Т-64, 13 Т-5], 2 MLI-uri BMP-2, 14 MLI-uri BMP-1, 10 MLI-uri BMP-1К, 5 TBT-uri BTR-70, 14 obuziere D-30 de 122-mm, 12 mortiere 2S12 „Sani”, 13 TBT-uri MT-LB).
  - Al 326-lea regiment motorizat, Cetatea Albă (10 Т-64, 4 MLI-uri BMP-1, 2 MLI-uri BMP-1К, 12 obuziere D-30 de 122-mm, 12 mortiere 2S12 „Sani”, 13 MT-LB).
  - Al 166-lea regiment blindat, Șaba (31 Т-64, 3 MLI-uri BMP-2, 11 MLI-uri BMP-1, 2 MLI-uri BMP-1К, 12 obuziere D-30 de 122-mm, 3 R-145BM , 13 MT-LB).
  - Al 136-lea regiment de artilerie, Cetatea Albă (12 LRM-uri BM-21 „Grad”, 1 PRP-3).
  - Al 134-lea regiment de artilerie antiaeriană.
  - Al 1303-lea batalion separat de artilerie anti-tanc, Cetatea Albă.
  - Al 129-lea batalion de recunoaștere separată.
  - 866-й batalion separat de comunicații, Cetatea Albă, (8 R-145BM).
  - Al 33-lea batalion separat de ingineri, Cetatea Albă (3 UR-67, 2 MT-55А, 5 MTU-20).
  - Al 1041-lea batalion separat de furnizare a materialelor.
  - Al 276-lea batalion separat de reparații și renovare.
- A 173-a brigadă de rachete.
- A A 189-a brigadă de rachete, Bălți (13 R-145BM).
- 156-я brigadă de rachete antiaeriene.
- Al 865-lea post de comandă a apărării antiaeriene.
- Al 4-lea regiment de artilerie, Ungheni (36 obuziere D-30 de 122-mm, 24 puști 2A36 de 152 mm, 26 LRM-uri BM-27 „Uragan”, 3 PRP-3, 5 R-145BM, 47 MT-12, 54 MT-LB).
- Al 803-lea regiment de artilerie reactivă.
- Al 2335-lea regiment de artilerie de recunoaștere.
- Al 287-lea regiment separat de elicoptere, Rauhovka (43 Мi-24, 18 Mi-8).
- A 36-a escadrilă separată de elicoptere, Tiraspol (8 Mi-8, 1 Mi-6, 2 Mi-24К, 2 Mi-24R).
- A 321-a escadrilă separată de recunoaștere fără pilot.
- Al 194-lea regiment ponton-pod.
- Al 115-lea batalion separat de ingineri, Parcani (4 mașini de curățare a terenului IMR-2).
- Al 785-lea batalion separat de cercetare a infecțiilor, Tighina (9 К-611).
- Al 15-lea regiment separat de comunicații, Tiraspol (9 R-145BM, 1 R-156BTR, 1 R-137B, 1 P-240BT).
- Al 108-lea regiment independent de radare.
- Al 58-lea batalion independent de radare.
- Al 976-lea batalion separat de luptă electronică.
- Al 2242-lea batalion separat de luptă electronică.
- Al 130-lea batalion de protecție chimică.
- A 5381-a bază de stocare a proprietăților, Florești (63 MT-LB, 25 R-145BM, 2 RHM, 3 UR-67, 27 de mașini anti-tanc 9P148, 32 de tunuri aeriene S-60)

Numărul de personal — 22 de mii de militari.